# مارک کروه (بازیکن فوتبال)
مارک کروه (انگلیسی: Mark Crowe؛ زادهٔ ۱۱ دسامبر ۱۹۶۵) بازیکن فوتبال اهل بریتانیا است.
از باشگاه‌هایی که در آن بازی کرده‌است می‌توان به باشگاه فوتبال کمبریج یونایتد، باشگاه فوتبال نوریچ سیتی، و باشگاه فوتبال تورکی یونایتد اشاره کرد.